# Roberto Allemandi
Roberto Allemandi (Oliva, 1º agosto 1912 – ...) è stato un calciatore argentino con cittadinanza italiana, di ruolo difensore.

## Carriera
Arriva in Italia nel 1931, grazie alla legislazione sui calciatori oriundi.
Dopo tre stagioni senza presenze, il 7 ottobre 1934 esordisce in Serie A, in Roma-Brescia 4-0.
Fino al 1936-1937 giocherà solo altre 5 partite, per poi passare alla Salernitana (18 presenze in Serie C) e infine alla Mater.

## Palmarès

### Club

#### Competizioni nazionali
- Serie C: 3

Salernitana: 1937-1938
M.A.T.E.R.: 1938-1939, 1939-1940